# Локтев, Владимир Сергеевич
Владимир Сергеевич Ло́ктев (28 апреля (11 мая) 1911, Москва, Российская империя — 28 ноября 1968, Москва, СССР) — советский композитор и музыкальный педагог, общественный деятель, основатель детского Ансамбля песни и пляски. Заслуженный деятель искусств РСФСР (1954).

## Биография
В. С. Локтев родился 28 апреля (11 мая) 1911 год в Москве, в доме Карпова на Большой Серпуховской улице. Он был вторым ребёнком в семье военного топографа и домохозяйки.
В 1942 году окончил МГК имени П. И. Чайковского по классу хорового дирижирования Н. M. Данилина.
С 1931—1937 концертмейстер и заведующий музыкальной частью Театра эстрады для детей, под руководством Наталии Сац.
В 1941—1943 дирижёр Государственного детского хора при Институте художественного воспитания детей.
С 1941 года художественный руководитель и главный дирижёр созданного им Ансамбля песни и пляски Московского городского Дворца пионеров.
С 1948 преподаватель (с 1967 — профессор) ГМПИ имени Гнесиных по кафедре хорового дирижирования.
Составитель и редактор песенных сборников, в том числе «Будем петь на фестивале» (М., 1955), «Дети мира поют» (М., 1957). Сочинения: песни (более 50), в том числе «Товарищи» (сл. А. Суркова, 1950), «Ты лети, ветерок» (сл. А. Пришельца, 1952), «За рекой, за Камышинкой» (сл. А. Пришельца, 1953), «Песня о дружбе» (сл. Л. Ошанина, 1955), «День счастливый» (сл. А. Босева, 1955), «У костра» (сл. С. Баруздина, 1956), «Гори, костер, веселей» (сл. А. Пришельца, 1957), «Разговор с Лениным» (сл В. Крючкова); обработки песен советских и зарубежных композиторов, народных песен для детских хоров, сборники обработки русской народной музыки для оркестра народных инструментов и другое
В. С. Локтев умер 28 ноября 1968 года. Похоронен на Ваганьковском кладбище (13 уч.).

## Память
- Постановлением Совета Министров РСФСР 5 февраля 1969 года детскому Ансамблю песни и пляски было присвоено имя В. С. Локтева.
- Эстафету руководства Ансамблем принял Алексей Сергеевич Ильин, работавший в коллективе с 1945 года.

## Награды и премии
- Заслуженный деятель искусств РСФСР (1954)
- Премия Ленинского комсомола (1967) — за большую работу по воспитанию подрастающего поколения
- орден Красной Звезды (1947)